# Liste des évêques de Cadix

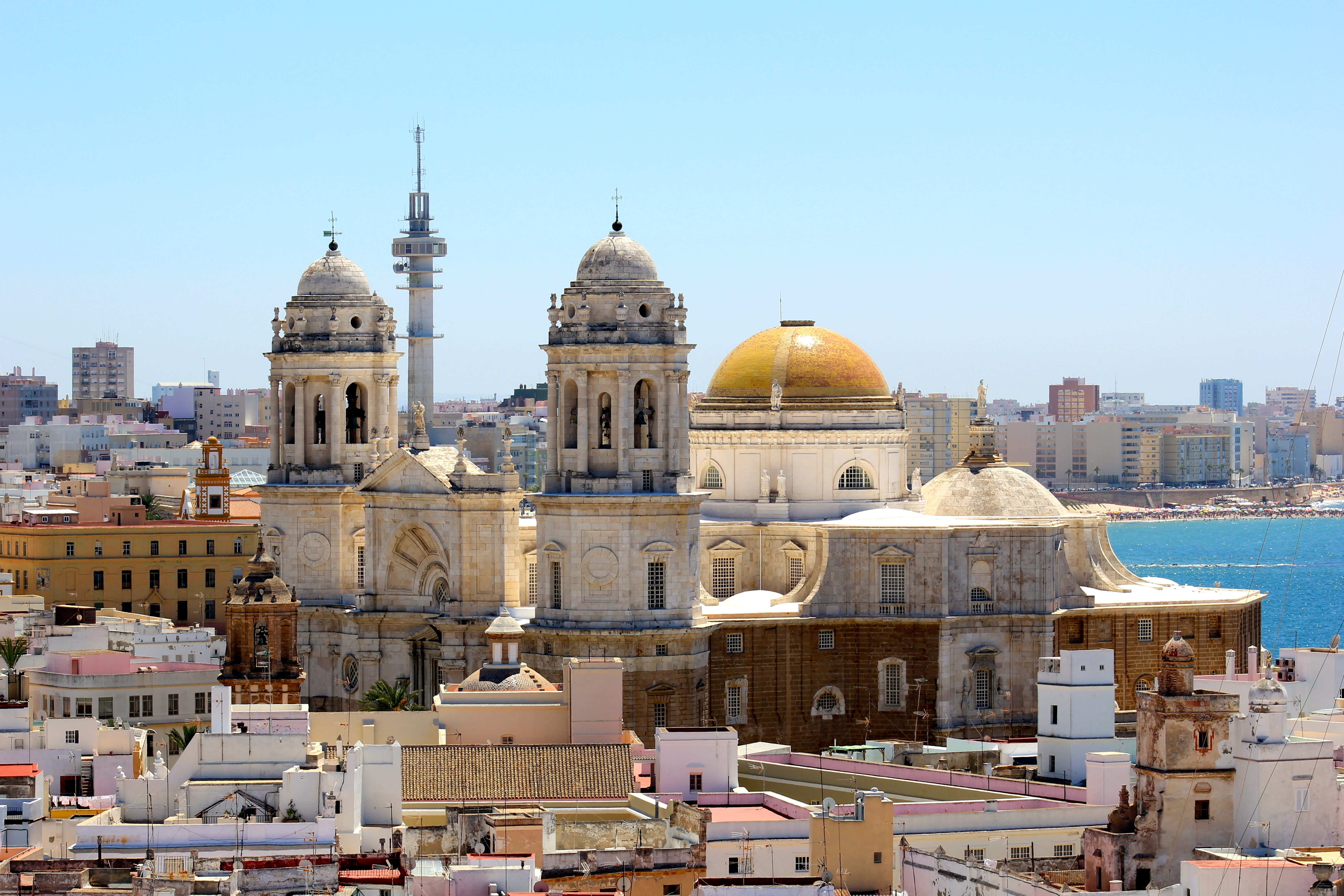
La cathédrale de Cadix.

Liste des évêques de Cadix (Espagne) de 610 à aujourd'hui :

## Évêques d'Asidonia
- Rufino (610 - 619)
- Pimenio (629 - 649)
- Teoderacio (681 - 688)
- Geroncio (690 - 693)
- Miro (862)
- Esteban (Xe siècle)
- Innominado (vers 1145)

## Évêques de Cadix
- Juan Martínez (1266 - 1278)
- Suero (1281 - 1291)
- Rodrígo (1292 - 1294)
- Martín (1294 - 1295)
- Pedro (1297 - 1329)

## Évêques de Cadix et Algésiras
- Bartolomé (1329 - 1349)
- Sancho (1349 - 1364)
- Gonzalo González (1364 - 1379)
- Juan (1380 - 1383)
- Rodrigo de Alcalá (1384 - 1395)
- Juan de Ezcaray (1395 - 1408)
- Santiago Puche (1403 - 1408)
- Alonso de Solís (1408 - 1420)
- Juan González (1426 - 1440)
- Juan de Torquemada, O.P. (1440 - 1442) (aussi évêque de Orense)
- Gonzalo Venegas (1442 - 1472)
- Pedro Fernández Solís (1472 - 1495)
- Oliviero Carafa (1495 - 1511)
- Louis d'Aragon (1511)
- Pietro de Accolti de Aretio (1511 - 1521)
- Benedetto de Accolti (1521 - 1523) (aussi évêque de Crémone)
- Juan Rufo Teodoli (1523 - 1.525)
- Jerónimo Teodoli (1525 - 1564)
- Luis García Haro de Sotomayor (1564 - 1587) (aussi évêque de Malaga)
- Antonio Zapata y Cisneros (1587 - 1596) (aussi évêque de Pampelune)
- Maximiliano de Austria (1596 - 1601) (aussi évêque de Ségovie)
- Gómez Suárez Figueroa (1602 - 1612)
- Juan Cuenca (1612 - 1623)
- Plácido Pacheco de Haro, O.S.B. (1623 - 1623) (aussi évêque de Plasencia)
- Domingo Cano de Haro, O.P. (1623 - 1639)
- Juan Dionisio Fernández Portocarrero (1640 - 1641)
- Francisco Guerra, O.F.M. (1642 - 1656) (aussi évêque de Palencia)
- Fernando de Quesada (1656 - 1662)
- Mateo Burgueiro (1662)
- Alfonso Pérez de Humanes (1663)
- Alfonso Vázquez de Toledo (1663 - 1672)
- Diego de Castrillo (1673 - 1676)
- Juan de Isla (1677 - 1680)
- Antonio Ibarra (1680 - 1691)
- José de Barcia y Zambrana (1691 - 1695)
- Alonso de Talavera (1696 - 1714)
- Lorenzo Armengual del Pino de la Mota (1715 - 1730)
- Tomás del Valle, O.P. (1731 - 1776)
- Juan Bautista Cervera, O.F.M. (1777 - 1781)
- José Escalzo Miguel, O.S.B. (1783 - 1790)
- Antonio Martínez de la Plaza (1790 - 1800)
- Francisco Javier Utrera (1801 - 1808)
- Juan Acisclo Vera Delgado (1815 - 1818)
- Francisco Javier Cienfuegos Jovellanos (1819 - 1824) (aussi archevêque de Séville)
- Domingo de Silos Moreno, O.S.B. (1824 - 1853)

## Évêques de Cadix et Algésiras, administrateurs apostoliques de Ceuta
- Juan José Arbolí Acaso (1853 - 1863)
- Félix María Arrieta y Llano, O.F.M. Cap. (1863 - 1879)
- Jaime Catalá y Albosa (1879 - 1883) (aussi évêque de Barcelone)
- Vicente Calvo y Valero (1884 - 1898)
- José María Rancés y Villanueva (1898 - 1917)
- Marcial López y Criado (1918 - 1932)

## Évêques de Cadix et Ceuta
- Ramón Pérez y Rodríguez (1933 - 1937)
- Tomás Gutiérrez Diez (1943 - 1964)
- Antonio Añoveros Ataún (1964 - 1971) (aussi évêque de Bilbao)
- Antonio Dorado Soto (1973 - 1993) (aussi évêque de Malaga)
- Antonio Ceballos Atienza (1993 - 2011)
- Rafael Zornoza Boy (es) (2011 - aujourd'hui)